# 中华人民共和国第十届全运会皮划艇激流回旋比赛
中华人民共和国第十届全运会皮划艇激流回旋比赛于2005年9月15日至18日在南京市白馬公園举行，比赛设男子单人皮艇、男子单人划艇、男子双人艇、女子单人皮艇四个小项的比赛。

## 赛程安排
9月15日 　　
- 女子单人皮艇预赛第一轮：　9:00—9:20
- 男子单人划艇预赛第一轮：　9:30 —9:50
- 女子单人皮艇预赛第二轮：　10:05—10:25
- 男子单人划艇预赛第二轮：　10:35—10:55

9月16日
- 男子单人皮艇预赛第一轮：　9:00—9:20
- 男子双人划艇预赛第一轮：　9:30 —9:50
- 男子单人皮艇预赛第二轮：　10:05—10:25
- 男子双人划艇预赛第二轮：　10:35—10:55

9月17日
- 女子单人皮艇半决赛：　9:00——9:30
- 男子单人划艇半决赛：　9:40——10:10
- 女子单人皮艇决赛：　10:25—10:45
- 男子单人划艇决赛：　10:55—11:15

9月18日
- 男子单人皮艇半决赛：　9:00——9:30
- 男子双人划艇半决赛：　9:40——10：10
- 男子单人皮艇决赛：　10:25—10:45
- 男子双人划艇决赛：　10:55—11:15

## 奖牌分布情况
| 項目         | 金牌                 | 银牌                   | 铜牌                 |
| 男子单人皮艇 | 舒用（广东）         | 丁富学（贵州）         | 冼锦彬（广东）       |
| 男子单人划艇 | 徐立波（四川）       | 植先枝（解放军）       | 姚守磊（河南）       |
| 男子双人划艇 | 李磊／麦健民（广东） | 胡明海／舒俊榕（广东） | 孙业龙／莫滨（广东） |
| 女子单人皮艇 | 李晶晶（福建）       | 陳幸愛（解放军）       | 朱莉莉（福建）       |

## 奖牌榜
| 名次 | 代表團 | 金牌 | 銀牌 | 銅牌 | 總數 |
| ---- | ------ | ---- | ---- | ---- | ---- |
| 1    | 广东   | 2    | 3    | 2    | 7    |
| 2    | 福建   | 1    | 0    | 1    | 2    |
| 3    | 江蘇   | 0.5  | 0.5  | 0    | 1    |
| 4    | 四川   | 0.5  | 0    | 0    | 0.5  |
| 5    | 解放军 | 0    | 2    | 0    | 2    |
| 6    | 贵州   | 0    | 0.5  | 0    | 0.5  |
| 7    | 河南   | 0    | 0    | 1    | 1    |
| 總計 | 總計   | 4    | 6    | 4    | 14   |